# Australophyllia wilsoni
Australophyllia wilsoni is een rifkoralensoort uit de familie Lobophylliidae. De wetenschappelijke naam van de soort is, als Symphyllia wilsoni, voor het eerst geldig gepubliceerd in 1985 door Veron.